# David Walker (abolitionniste)
Pour les articles homonymes, voir David Walker et Walker.
David Walker, né le 28 septembre 1785 ou 1796 à Wilmington dans la Caroline du Nord et mort le 6 août 1830 à Boston dans le Massachusetts est un américain abolitionniste, une figure majeure du combat pour l'émancipation des Afro-Américains du XIXe siècle connu pour avoir publié en 1829 un vibrant pamphlet l'Appeal to the Colored Citizens of the World,appelant les esclaves à se battre pour leur liberté, document qui aura un impact pour l'émancipation des Afro-Américains jusqu'aux mouvements des droits civiques du XXe siècle.

## Biographie

### Jeunesse et formation
David Walker selon les sources serait né  le 28 septembre 1796 ou 1797 voire en 1785, est le fils d'un esclave et d'une Afro-Américaine  libre,. Il quitte Wilmington entre 1815 et 1820, il voyage à travers les États-Unis, après avoir séjourné en Caroline du Sud où vivaient de nombreux Afro-Américains affranchis, il s'installe définitivement à Boston. Il rejoint la jeune Église épiscopale méthodiste africaine fondée en 1816 par l'évêque Richard Allen,.

### Carrière
À Boston, il ouvre une friperie sur le front de mer,. Il est un des diffuseurs du Freedom's Journal, le premier journal dirigé et écrit par des Afro-Américains à être publié aux États-Unis, dans lequel il publie le 28 septembre 1829 son pamphlet l'Appeal to the Colored Citizens of the World, qu'il révise en 1830 dans un tirage à part,.
Les planteurs du Sud outrés par le contenu de l'appel offrent une prime de 3 000 $ pour ceux ou celui qui l'assassineraient et une récompense de 10 000 $ pour quiconque le conduirait vivant dans le Sud.  

### Vie personnelle
En février 1826, il épouse  Eliza Butler, ils ont un fils Edward G. Walker (en) qui deviendra le premier Afro-Américain à être élu procureur général du Massachusetts,.
Il décède des suites de la tuberculose, mais des rumeurs disent qu'il aurait été empoisonné par des stipendiés des planteurs du Sud,.

### Éditions duWalker's Appeal, in Four Articles

#### Éditions originales
- Walker's appeal, in four articles, Boston, David Walker, 28 septembre 1829, 76 p. (lire en ligne),
- David Walker's Appeal, Third and Last Edition, Boston, David Walker, 1830, 106 p. (lire en ligne).

#### Éditions contemporaines
- Walker's appeal, in four articles, Arno Press, 1969, 120 p. (OCLC 640055766, lire en ligne),
- David Walker's appeal, in four articles (préf. James Turner), Black Classic Press, 1993, 108 p. (ISBN 9780933121386, lire en ligne),
- David Walker's Appeal (préf. Sean Wilentz), Hill and Wang, 30 avril 1995, 100 p. (ISBN 9780809015818, lire en ligne),
- Walker's appeal, in four articles., Book On Demand Ltd, 2013 (ISBN 9785518630567),

### Articles
- Clement Eaton, « A Dangerous Pamphlet in the Old South », Journal of Southern History, no 2,‎ août 1936, p. 512–534,
- Robert H. Abzug, « The Influence of Garrisonian Abolitionists' Fears of Slave Violence on the Antislavery Argument, 1829-40. », The Journal of Negro History, no 55,‎ janvier 1970, p. 15–26 (lire en ligne),
- James Oliver Horton, « Generations of Protest: Black Families and Social Reform in Ante-Bellum Boston », The New England Quarterly, no 49,‎ juin 1976, p. 242–256,
- Marshall Rachleff, « David Walker's Southern Agent », The Journal of Negro History, Vol. 62, No. 1,‎ janvier 1977, p. 100-103 (4 pages) (lire en ligne),
- Peter Buckingham, « David Walker : an Appeal to Whom », Negro History Bulletin, Vol. 42, No. 1,‎ 1979, p. 24-26 (3 pages) (lire en ligne),
- Thabiti Asukile, « The All-Embracing Black Nationalist Theories of David Walker’s Appeal », The Black Scholar, no 29.4,‎ 1999, p. 16–24,
- Hasan Crockett, « The Incendiary Pamphlet: David Walker's Appeal in Georgia », The Journal of Negro History, Vol. 86, No. 3,‎ 2001, p. 305-318 (14 pages (lire en ligne),
- Chris Apap, « ’Let no man of us budge one step’: David Walker and the Rhetoric African American Emplacement », Early American Literature, no 46,‎ juin 2011, p. 319–350 (lire en ligne),
- Ellesia Blaque, « Black Ink: Writing Black Power with the Words of David Walker, Ida B. Wells, and Malcolm X », Counterpoints, Vol. 406,‎ 2012, p. 5-18 (14 pages) (lire en ligne),
- Melvin L. Rogers, « David Walker and the Political Power of the Appeal », Political Theory, Vol. 43, No. 2,‎ avril 2015, p. 208-233 (26 pages) (lire en ligne),

### Essais
- Henry Highland Garnet, Walker's Appeal, with a Brief Sketch of His Life, New York, J.H. Tobitt, 1848 (lire en ligne).
- Herbert Aptheker, "One Continual Cry" : David Walker’s Appeal to the Coloured Citizens of the World (1829–1830) : Its Setting and Its Meaning., Humanities Press, 1965 (lire en ligne).
- Vincent Harding, There Is A River : The Black Struggle for Freedom in America, New York, Vintage Books, 1981.
- Gerald Horne, Madelon Bedell et Howard Dodson, Thinking and Rethinking U.S. History, New York, Council on Interracial Books for Children, 1988.
- Peter P. Hinks, To Awaken My Afflicted Brethren : David Walker and the Problem of Antebellum Slave Resistance, University Park, Penn., Pennsylvania State University Press, 1996 (ISBN 978-0-271-01578-1, lire en ligne)
- James Oliver Horton et Lois E. Horton, In Hope of Liberty : Culture, Community, and Protest Among Northern Free Blacks, 1700-1860, Oxford University Press, 1997.
- Paul Goodman, Of One Blood : Abolitionism and the Origins of Racial Equality, Berkeley, University of California Press, 1998.
- Henry Mayer, All on Fire : William Lloyd Garrison and The Abolition of Slavery, New York, St. Martin’s Press, 1998.
- Charles Johnson, Patricia Smith et WGBH Series Research Team, Africans in America: America’s Journey Through Slavery, New York, Harcourt, Brace and Company, 1998.
- Elizabeth McHenry, Forgotten Readers : Recovering the Lost History of African American Literary Societies, Durham, N.C., Duke University Press, 2002.
- Howard Zinn, A People’s History of the American States : 1492 to the Present, New York, Harper Collins Publishers, 2003.
- James Oliver Horton, Slavery and Public History : The Tough Stuff of American History, New York, The New Press, 2006.
- Steven Hahn, The Political Worlds of Slavery and Freedom, Cambridge, Mass., Harvard University Press, 2009.